# Жанета Илиева
Жанета Тошева Илиева е българска състезателка по художествена гимнастика.
Родена е на 3 октомври 1984 година във Велико Търново. Тренира художествена гимнастика от ранна възраст и е включена в ансамбъла на националния отбор, с който участва в Олимпиадата в Сидни през 2000 година и печели сребърен медал на световното първенство в Будапеща през 2003 година и бронзов медал на Олимпиадата в Атина през 2004 година.